# Чепленіца (комуна)
Чепленіца (рум. Ceplenița) — комуна у повіті Ясси в Румунії. До складу комуни входять такі села (дані про населення за 2002 рік):
- Бухалніца (1714 осіб)
- Злодіка (350 осіб)
- Пояна-Мерулуй (1037 осіб)
- Чепленіца (1471 особа) — адміністративний центр комуни

Комуна розташована на відстані 333 км на північ від Бухареста, 53 км на північний захід від Ясс.

## Населення
За даними перепису населення 2002 року у комуні проживали 4572 особи, усі — румуни. Усі жителі комуни рідною мовою назвали румунську.
Склад населення комуни за віросповіданням:
| Релігія       | Кількість осіб | Відсоток |
| ------------- | -------------- | -------- |
| православні   | 4548           | 99,5%    |
| римо-католики | 9              | 0,2%     |
| старообрядці  | 8              | 0,2%     |
| бретрени      | 4              | 0,1%     |
| адвентисти    | 3              | 0,1%     |